# BL Андромеды
BL Андромеды (лат. BL Andromedae) — двойная затменная переменная звезда типа Беты Лиры (EB) в созвездии Андромеды на расстоянии приблизительно 2564 световых лет (около 786 парсеков) от Солнца. Видимая звёздная величина звезды — от +11,92m до +11,15m. Орбитальный период — около 0,7224 суток (17,337 часов).

## Характеристики
Первый компонент — белая звезда спектрального класса A8 или A0. Масса — около 1,8 солнечной, радиус — около 2,13 солнечных, светимость — около 12,86 солнечных. Эффективная температура — около 7500 K.
Второй компонент — белая звезда спектрального класса A8. Масса — около 0,7 солнечной, радиус — около 1,35 солнечного, светимость — около 0,92 солнечной. Эффективная температура — около 4870 K.